# Virus de la tristeza des agrumes
Closterovirus tristezae
Espèce
Synonymes
- Citrus tristeza virus, ICTV, 1976

Closterovirus tristezae, le virus de la tristeza des agrumes (CTV, Citrus tristeza virus), est une espèce de phytovirus du genre Closterovirus (famille des Closteroviridae) qui affecte la plupart des espèces de plantes du genre Citrus. 
Cette maladie, qui entraîne le dépérissement des arbres, est le principal fléau de l'agrumiculture dans le monde. 
Le nom de « tristeza », qui signifie « tristesse » en portugais et en espagnol, lui a été donné par les agriculteurs du Brésil et d'autres pays d'Amérique du Sud en référence aux ravages causés par cette maladie dans les années 1930. Le vecteur le plus efficace de la transmission de ce virus est un puceron, Toxoptera citricida, ou puceron brun des agrumes.

## Structure et morphologie
Le virus de la tristeza des agrumes est constitué de virions en forme de longs filaments flexueux hélicoïdaux de 2000 nm de longueur et 12 nm de largeur, avec deux protéines de capside enveloppant la première (CP) une extrémité et essentiel du corps (plus de 95 %) et la seconde (CPm) l'autre extrémité. C'est le plus grand des phytovirus à ARN connus.

## Transmission
Plusieurs espèces de pucerons transmettent le CTV sur un mode semi-persistant. Il s'agit d'Aphis gossypii, Aphis spiraecola,  Toxoptera citricida et Toxoptera aurantii. Le vecteur le plus efficace est Toxoptera citricida, insecte présent seulement dans l'hémisphère sud mais qui tend à s'étendre vers le nord.
La transmission se fait également facilement par greffe lorsque le phloème des greffons est déjà contaminé par le virus et qu'il se trouve en contact avec le phloème de la plante greffée. Le virus peut aussi être transmis par inoculation mécanique.

## Hôtes
La plupart des espèces et cultivars du genre Citrus sont sensibles à ce virus qui affecte également certaines espèces d'autres genres de la famille des Rutaceae, dont Aeglopsis, Afraegle, Fortunella et Pamburus.
La maladie de la tristeza atteint surtout les orangers élevés sur bigaradier comme porte-greffe. 

## Régénération des plantes atteintes
Le CTV ne se transmet pas par les graines, le semis donne donc des plantes exemptes de virus. La thermothérapie est la technique usuelle d'élimination du virus CTV.